# دائرة الهجرة الحكومية لجمهورية أذربيجان
وقع رئيس جمهورية أذربيجان إلهام علييف المرسوم رقم 560 بشأن إنشاء دائرة الهجرة الحكومية في جمهورية أذربيجان في 19 مارس 2007، لتنفيذ سياسة الدولة الموحدة للهجرة على أساس برنامج الدولة للهجرة التابع لجمهورية أذربيجان،.

## هيكل
- رئاسة رئيس الخدمة
- جهاز دائرة الهجرة الحكومية لجمهورية أذربيجان قسم الهجرة وقسم الدعم القانوني.قسم الهجرة وقسم الدعم القانوني.المقر الرئيسي لتحليل عملية الهجرة وتوفير المعلومات.تقييم حالة اللاجئين وقضايا المواطنة.مكتب التعاون الدولي.سكرتارية.تمويل إدارة الأمن الداخلي، قسم العرض والامداد. قسم شؤون الموظفين وتدريب الموظفين.
- الهياكل المدرجة في هيكل دائرة الهجرة الحكومية في جمهورية أذربيجان[1] -سلطات الهجرة الإقليمية.مراكز الاحتجاز للمهاجرين غير الشرعيين. مركز التدريب.مؤسسة طبية.

## الأساس القانوني للتعليق أو إنهاء الخدمة
لا يُسمح للأجانب وعديمي الجنسية بالعيش في جمهورية أذربيجان من قبل مصلحة الدولة للهجرة في الحالات التالية:
- في حالة الأمن القومي لجمهورية أذربيجان أو الإضرار بالنظام العام ؛
- إذا كان الناقل المعني بمرض معدٍ خطير قد أكدته السلطة التنفيذية المعنية (باستثناء الأشخاص المتزوجين من مواطن من جمهورية أذربيجان) ؛
- إذا لم تكن هناك وثائق هوية أو لم تقدم وثيقة أو أكثر من المستندات المنصوص عليها في المادة 53 من قانون الهجرة ؛
- تقديم وثائق مزيفة أو معلومات كاذبة للحصول على تصاريح إقامة دائمة في جمهورية أذربيجان ؛
- أدين بارتكاب جريمة خطيرة أو خطيرة للغاية، إذا لم تكن إدانته قد دفعت أو أُخذت على النحو المنصوص عليه ؛
- إذا لم تكن هناك أموال متاحة لتلبية الحد الأدنى من احتياجات زوجاتهم وأفراد أسرهم (إلا عندما يكون أحد أقارب جمهورية أذربيجان، أو شخص حصل على تصريح إقامة دائمة في جمهورية أذربيجان، يعتني بهم وقت إقامتهم في البلد) ؛
- مغادرة أراضي جمهورية أذربيجان للإقامة الدائمة في دولة أجنبية ؛
- إذا تجاوز العدد الإجمالي للأيام خارج إقليم جمهورية أذربيجان 180 يوما من تاريخ إصدار تصريح الإقامة الدائمة ؛
- عند إزالة الظروف التي كانت بمثابة أساس للحصول على تصريح إقامة مؤقتة في أراضي جمهورية أذربيجان ؛
- الشخص الأجنبي أو عديم الجنسية المقيم بصفة دائمة في إقليم جمهورية أذربيجان، وكذلك الحقوق والواجبات التي تنص عليها قوانين جمهورية أذربيجان، وكذلك لغة الدولة ؛
- في جمهورية أذربيجان يعتبر غير مرغوب فيه ؛
- عند اتخاذ قرار بشأن الطرد من جمهورية أذربيجان ؛
- انتهاك الهدف المعلن لوصوله إلى جمهورية أذربيجان خلال إقامته الدائمة في أراضي جمهورية أذربيجان.
- إذا رفض الأجانب والأشخاص عديمو الجنسية منح تصريح إقامة دائمة في جمهورية أذربيجان، فيجوز استئناف السلطة التنفيذية ذات الصلة إذا تم إلغاء الظروف التي تسببت في الرفض خلال شهر واحد من يوم الرفض.